# Frankfurt, Dezember 17
Frankfurt, Dezember 17 ist ein deutscher Fernsehfilm von Petra Katharina Wagner aus dem Jahr 2018, in dem der Überfall auf einen Obdachlosen aus den unterschiedlichen Perspektiven dreier Frauen dargestellt wird. Die Rollen der Frauen werden von Ada Philine Stappenbeck, Lana Cooper und Katja Flint gespielt. Der Film wurde im Juni 2018 auf dem Filmfest München uraufgeführt. Im Fernsehen wurde der Film am 17. Oktober 2018 im Fernsehprogramm des Ersten ausgestrahlt.

## Handlung
Der Film wird aus dem Blickwinkel dreier Frauen in einer nicht-chronologischen Reihenfolge erzählt. Der Einfachheit halber wird die Handlung hier – soweit es geht – chronologisch wiedergegeben.
Die junge Obdachlose Sam schlägt sich in Frankfurt durch, sie streift in der Vorweihnachtszeit durch die Straßen auf der Suche nach Essen. Als es bei einem Streit mit anderen Obdachlosen zu einem Kampf kommt und Sam verletzt wird, kommt ihr Lennard zur Hilfe. Dieser nimmt sie mit in die Etage eines Hochhausrohbaus, in dem er seine „Residenz“ eingerichtet hat. Hier gewährt er ihr Unterschlupf, er verarztet sie, gibt ihr Essen, Kleidung und ein Messer. Lennard ist generell ziemlich misstrauisch und verbietet ihr, seinen Bereich zu betreten. Sie dürfe tagsüber weder runter, noch aufs Dach gehen, damit man sie nicht entdecke. Nachts verlässt Lennard den Rohbau, um zu „arbeiten“, womit er das Trinken umschreibt.
Nach einer Weihnachtsfeier fahren die Krankenschwester Irina und Karl, ein verheirateter Oberarzt, gemeinsam ans Mainufer, um dort im Auto Sex zu haben. Unweit davon trifft Lennard auf drei Jugendliche, die ihn anpöbeln und anschließend auf ihn einschlagen. Irina sieht dies und möchte dazwischen gehen, doch Karl beschließt, schnell davonzufahren. Nachdem er sie abgesetzt hat, meldet sie den Vorfall anonym der Polizei. Von ihrer auf der Intensivstation arbeitenden Mitbewohnerin erfährt sie später, dass der Verletzte übel zugerichtet wurde, im Koma liege und wohl nicht überleben werde. Sam hat sich mittlerweile auf die Suche nach Lennard gemacht und erfährt aus der Zeitung von dem Vorfall. Sie besucht ihn kurz im Krankenhaus und verspricht ihm, wiederzukommen. Irina spricht mit Karl über den Vorfall. Dieser ist gegen eine nachträgliche Aussage, die seine Karriere gefährden könne. Stattdessen bagatellisiert er das Ganze, es handele sich doch nur um einen Penner. Irina jedoch hadert sehr mit sich und ihrem Gewissen. Sie geht schließlich ohne Karl zur Polizei, macht eine Zeugenaussage zu der Tat und zeigt sich selbst wegen unterlassener Hilfeleistung an. Da sie allein gewesen sei und ein Einschreiten gefährlich hätte sein können, werde man dem wohl nicht weiter nachgehen.
Aufgrund von Irinas Aussage können drei Jugendliche festgenommen werden, darunter der Sohn von Anne Wegner. Die erfolgreiche Architektin, die gerade in Scheidung lebt, hält die zunächst für einen Irrtum. Doch nach schwierigen Gesprächen mit ihrem Sohn Rio im Gefängnis sieht sie es anders. Auf ihre Frage, ob ihn das alles kalt lasse, erwidert er nur, sie solle sich damit abfinden. Anne hinterlegt im Krankenhaus für Lennard einen Zettel, mit einer Entschuldigung und der Bitte, sich doch bei ihr zu melden. Doch bevor er diese Nachricht erhält, verstirbt Lennard an seinen Verletzungen. Nun geht es um Totschlag. Während Annes Mann mit seinem Anwalt versucht, dass ihr Sohn straffrei ausgeht, ist Anne damit absolut nicht einverstanden, denn ihr Sohn habe immerhin eine schwere Straftat begangen.
Sam hat in Lennards Bereich seine Sachen durchsucht, sie findet unter anderem ein Buch über Barcelona und ein Bündel mit Geldscheinen, das Lennard in seiner paranoiden Art gut versteckt hat. Als Sam im Krankenhaus ein paar Sachen für ihn abgeben möchte, erfährt auch sie von seinem Tod. Irina ruft Anne an, nachdem sie ihren Zettel im Krankenhaus bei Lennards Habseligkeiten gefunden hat. Die beiden Frauen treffen sich und Irina sagt gleich, dass sie bei ihrer Aussage bleibe und es nicht auf Schweigegeld abgesehen hat. Sie hatte das Bedürfnis, an Lennards Stelle zu kommen. Anne hingegen möchte von ihr wissen, was in der Nacht passiert ist, um es vielleicht besser verstehen zu können. Irina erzählt ihr, was sie gesehen hat.
In der letzten Szene sieht man Sam einen Bus in Richtung Barcelona besteigen.

## Produktion
Die Dreharbeiten zu Frankfurt, Dezember 17 fanden vom 8. November 2017 bis zum 13. Dezember 2017 in Frankfurt am Main und Umgebung statt.

## Rezeption

### Kritiken
Das Lexikon des internationalen Films gibt dem Film insgesamt 3 von 5 Sternen und schreibt: „Trotz überflüssigen Brüchen der „Vierten Wand“ und einigen eindimensionalen Charakteren beeindrucken die großartig gespielten Frauenfiguren, die dem ergreifenden Appell an Mitmenschlichkeit Gestalt verleihen.“
Thomas Gehringer gibt dem Film in seiner Besprechung bei tittelbach.tv insgesamt 4 von 6 Sternen. Dramaturgisch sei der Film mir der nicht chronologischen Erzählweise unkonventionell aufgebaut und ein Plädoyer für Zivilcourage. Die Botschaft sei dabei nicht pathetisch vorgetragen. Zu den Stärken zählen für den Kritiker das überzeugende Spiel zwischen Sam und Lennard, die stimmigen Dialoge und die Darstellung des Obdachlosseins. Hingegen überzeuge der Kunstgriff, dass die Darsteller aus ihrem Spiel hervortreten und direkt in die Kamera sprechen, weniger. Dies wirke nicht originell, sondern manieriert, auch würde dadurch nicht mehr gesagt als das, was schon durch das szenische Spiel vermittelt werde. Die männlichen Figuren geraten zu eindimensional und stünden letztlich für Egoismus und Gleichgültigkeit. Dass keine finale Auflösung geliefert werde, sei konsequent; die Tat bliebe „ein willkürlicher, unerklärbarer Gewaltakt.“
Oliver Armknecht schreibt in seiner Kritik auf film-rezensionen.de hingegen, dass sich das Krimidrama trotz der wichtigen Themen „bei der Aufgabe, alles unter einen Hut zu bringen“ doch übernehme. Alle Themen, die wichtig und spannend wären (Obdachlosigkeit, Verrohung, Zivilcourage), bekämen durch das kurze Anschneiden nicht die Aufmerksamkeit und Tiefe, die sie verdient hätten. Die Figurenzeichnung würde enttäuschen und die Darsteller seien teilweise überfordert, dem holprigen Text Leben einzuhauchen. Das direkte Sprechen in die Kamera irritiere. Auch wenn die ursprünglichen Absichten gut seien, bliebe letztlich ein Drama, „das sich und dem Publikum unnötig den Zugang versperrt und auf die falsche Weise ärgert.“ Der Film erhält von ihm 5 von 10 Punkten.

### Einschaltquoten
Die Erstausstrahlung des Films am 17. Oktober 2018 sahen in Deutschland 3,60 Millionen Zuschauer und erreichte so einen Marktanteil von 12,2 % für Das Erste.